# شعب زارما
شعب زارما، هي مجموعة عرقية تقطن في الغالب في غرب النيجر كما يتواجدون بأعداد في نيجيريا وبنين وبأعداد أقل في بوركينا فاسو وغانا وساحل العاج. وهم يعيشون في أراضي الساحل القاحلة، على طول وادي نهر النيجر وهو مصدر الري لهم ولماشيتهم. ويعد توفر العلف لقطعانهم ومياه الشرب مزدهرة نسبيًا، يمتلك شعب زارما أعداد كبيرة من الأبقار والماعز والجمال، ويتم تأجيرها لشعب الفولاني أو الطوارق من أجل رعيها. ويعتنق أغلبية شعب زارما الإسلام على المذهب السني المالكي. كان لدى شعب زارما تاريخ من نظام الرق والطبقية، مثل العديد من الجماعات العرقية في غرب أفريقيا، وكان لديهم أيضًا تقليد موسيقي قديم.